# Heath Sims
Heath Loyie Sims (ur. 14 października 1971) – amerykański zapaśnik w stylu klasycznym.
Olimpijczyk z Sydney 2000, gdzie zajął 12. miejsce w wadze do 69 kg. Jedenasty na mistrzostwach świata w 1995. Brązowy medalista Mistrzostw Panamerykańskich z 2000. Czwarty w Pucharze Świata w 1993 i piąty  w 1995. Wicemistrz świata kadetów w 1991 roku.
Od 2002 zawodnik w MMA w klubie Team Quest. W latach 2002–2006 walczył w 11 walkach. Bilans to 5 zwycięstw, 2 remisy i 4 porażki
W młodości zawodnik Woodbridge High School i Cerritos College. Dwukrotny mistrz stanu Kalifornia